# 新亚历山德罗夫卡村委员会
新亚历山德罗夫卡村委员会（俄语：Новоалександровский сельсовет）是俄罗斯联邦阿穆尔州坦波夫卡区所属的一个村委员会。其下辖有2个居民点，行政中心为新亚历山德罗夫卡。据2016年统计，该村委员会的人口为1501人。